# Hebei Iron and Steel
Hebei Iron and Steel Group Company Limited är ett kinesiskt stålföretag som grundades den 30 juni 2008 genom en sammanslagning av Tangsteel och Hansteel i Hebeiprovinsen, Kina. Företaget antas ha en kapacitet att producera 30 miljoner ton stål per år. Företaget är Kinas största stålproducent och den näst största stålproducenten i världen (enligt artikel från 2008).